# Eduardo das Neves
Eduardo Sebastião das Neves (Rio de Janeiro, 1874 — Rio de Janeiro, 11 de novembro de 1919) foi um palhaço, poeta, cantor, compositor e violonista brasileiro. É pai do músico Cândido das Neves.
Frequentava círculos de chorões e boêmios no final do século XIX. Após sua expulsão do Corpo de Bombeiros, passou a trabalhar como palhaço, cantor e violonista de circo no Rio de Janeiro, viajando para vários estados. Ao lado de figuras como Mário Pinheiro, Cadete e Baiano, foi um dos pioneiros da indústria fonográfica. Deixou extensa discografia e alguns livros de poesia. Alguns grandes êxitos foram "Estela" (A. Lira/ A. Tavares), "O Aquidabã", "Isto É Bom" (Xisto Bahia), "O Meu Boi Morreu" e "A Conquista do Ar", marcha de 1902 que homenageia os feitos de Santos Dumont.

## Curiosidade
Foi Eduardo das Neves (com versos de seu pai, o também compositor Cândido das Neves) quem aproveitou a canção napolitana Vieni sul mare e fez a adaptação para glorificar a chegada do encouraçado Minas Gerais, que se juntaria à esquadra brasileira. Mais tarde, modificada pelo povo, passou a celebrar tão somente o estado brasileiro e não mais ao navio, na conhecida música Oh! Minas Gerais.